# Eruca (Brassicaceae)

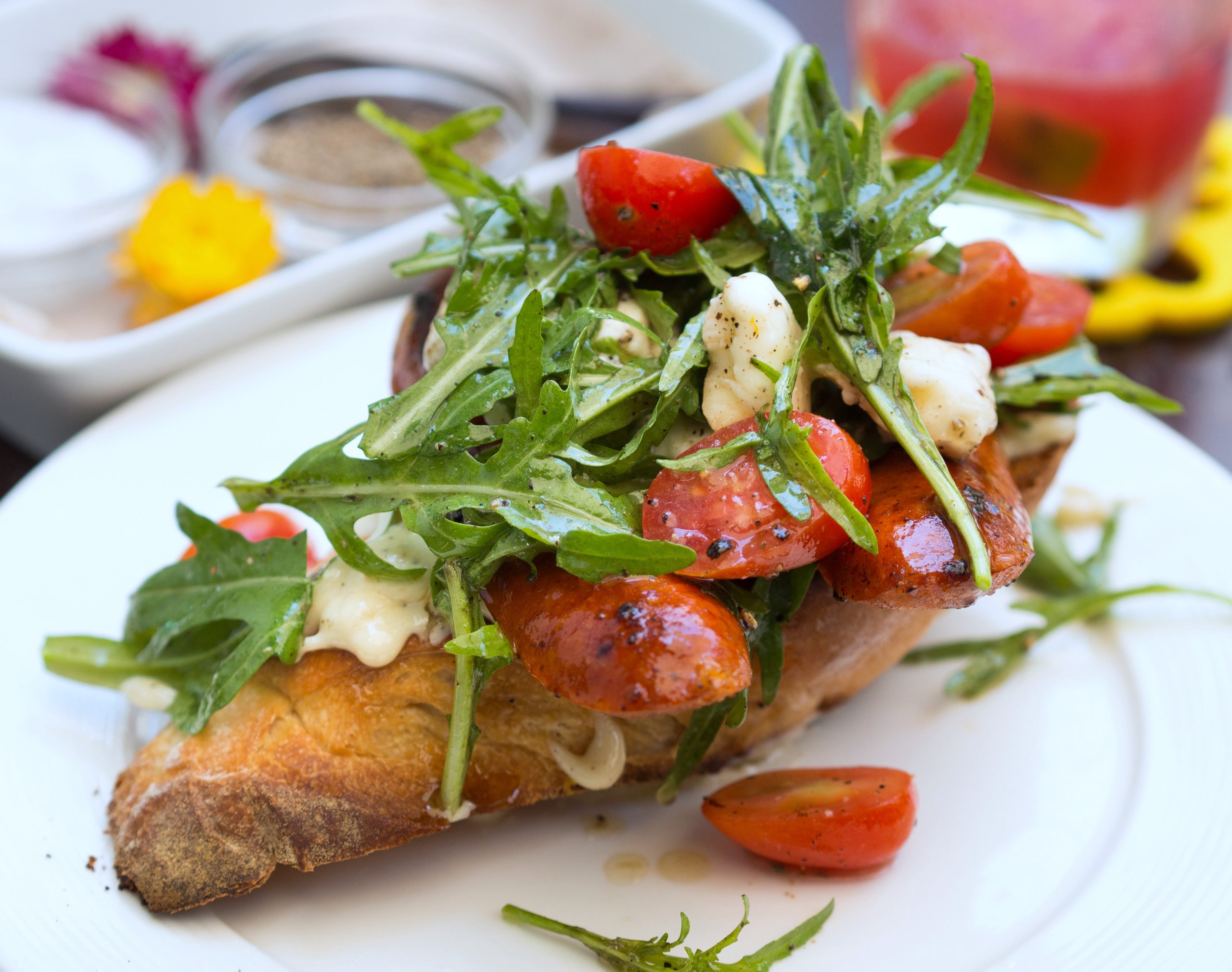
Trong ẩm thực

Eruca là chi thực vật có hoa trong họ Cải.

## Các loài
Chi này gồm 5 loài:
- Eruca loncholoma (Pomel) O.E.Schulz
- Eruca pinnatifida (Desf.) Pomel (syn. E. sativa subsp. pinnatifida (Desf.) Batt.; E. vesicaria subsp. pinnatifida (Desf.) Emberger & Maire)
- Eruca sativa Mill. (syn. E. vesicaria subsp. sativa (Mill.) Thell.)
- Eruca setulosa Boiss. & Reuter
- Eruca vesicaria (L.) Cav.